# Pseudogaurotina excellens
Pseudogaurotina excellens — вид жесткокрылых из семейства усачей.

## Описание
Жук длиной от 13 до 15 мм, имеет чёрную окраску, надкрылья синие, фиолетовые, изредка чёрные. Переднеспинка с большим тупо коническим бугорком крае, выше и по направлению назад от обычного краевого бугорка; на диске с короткими стоячими волосками.